# Arétas III
Pour les articles homonymes, voir Arétas.
Arétas III, surnommé « Philhellène » (ou Arétas (Al-Harith)), est un roi nabatéen qui a régné entre 84 et 62 av. J.-C.

## Biographie
En 84 av. J.-C., alors que le roi séleucide Antiochos XII Dionysos lance une expédition contre l'Arabie Pétrée (Pétra).

« Arétas se replie, jusqu'à l'endroit le plus favorable pour le combat, puis tout à coup, fait faire volte-face à sa cavalerie (il avait dix mille cavaliers) et tombe sur les troupes d'Antiochos avant qu'elles aient pu se mettre en formation. »

Antiochos XII est tué dans l'affrontement, qui a eu lieu au sud de la mer Morte. Une fois tué, ses troupes lâchent pied. Presque tous sont massacrés sur le champ de bataille et un petit nombre, qui s'était réfugié dans le bourg de Cana, meurent finalement de faim après des semaines de siège.

« Les gens de Damas en profitent pour mander Arétas, et l'installent sur le trône de Cœlé-Syrie, par haine de Ptolémée fils de Mennaeus. »

La Syrie était alors en proie à une véritable anarchie. Les Séleucides y avaient, par leurs éternelles luttes de familles, perdu toute autorité. « Les habitants de Damas, pour trouver un protecteur au milieu de cette anarchie, se donnèrent au chef des Nabatéens, Arétas (Al-Harith)». Profitant de cette anarchie et suivant son exemple, d'autres chefs arabes s'empareront alors de plusieurs régions de Syrie. Le roi nabatéen marche bientôt contre la Judée et bat Alexandre Jannée son roi, près d’Adida. L’année suivante, Alexandre Jannée occupe Geras (Jerash, Gérasa). Une colonie juive s’y installe. Il s’empare de la Décapole et du Golân (Gamala) entre 83 et 80. Arétas III régna sur Damas entre 84 et 72, donnant au royaume son extension historique maximale au Nord. Vers 75 av. J.-C., il se donne le surnom de « Philhellène » (« Aime les Grecs »), bien qu'il soit d'ascendance barbare, donc totalement étranger aux Grecs. C'est une appellation répandue chez les souverains orientaux de l'époque.
Après la mort de Salomé Alexandra, reine de Judée, en 67 av. J.-C., ses fils Aristobule II et Hyrcan II entrent en conflit pour le trône. L’homme fort du parti d’Hyrcan, le gouverneur de l’Idumée Antipater, le père du futur Hérode le Grand, entraîne Hyrcan à Pétra auprès d’Arétas III qui lui confie une armée. Dans un premier temps Aristobule est vaincu et s’enferme dans Jérusalem. Toutefois, Pompée envoie le général romain Scaurus qui fait alors lever le siège de Jérusalem. Arétas est contraint de se retirer à Philadelphie et Aristobule peut battre les partisans d’Hyrcan à Papyron. Arétas III participe au triomphe de Pompée en janvier 61 av. J.-C. à Rome,. C'est Arétas III qui aurait fait émettre les premières pièces de monnaie nabatéennes en argent.

## Sources
- Flavius Josèphe, Antiquités judaïques, livre XIV, I à VII ;
- Christian Augé et Jean-Marie Dentzer, Pétra, la cité des caravanes, Gallimard, coll. « Découvertes Gallimard / Archéologie » (no 372), 1999 ;
- René Grousset, Histoire de l'Arménie, Payot, 1984  (ISBN 2-228-13570-4)